# Mitchell Leisen
James Mitchell Leisen (* 6. Oktober 1898 in Menominee, Michigan; † 28. Oktober 1972 in Woodland Hills, Kalifornien) war ein amerikanischer Regisseur und Filmproduzent, der seinen Einstieg ins Filmgeschäft als Szenenbildner und Kostümdesigner hatte.

## Karriere
Leisen begann seine Karriere unter Cecil B. DeMille, mit dessen despotischer Art er als einer der wenigen bei Paramount gut zurechtkam. Als DeMille einmal eine ungewöhnliche Schabracke für einen Elefanten in einer Massenszene verlangte, fragte Leisen:
Wollen Sie sie sofort oder wollen Sie, dass alles richtig ist?
Bei der Oscarverleihung im April 1930 war Leisen in der Kategorie Bestes Szenenbild für seine Arbeit an dem Film Dynamit für den Oscar nominiert.

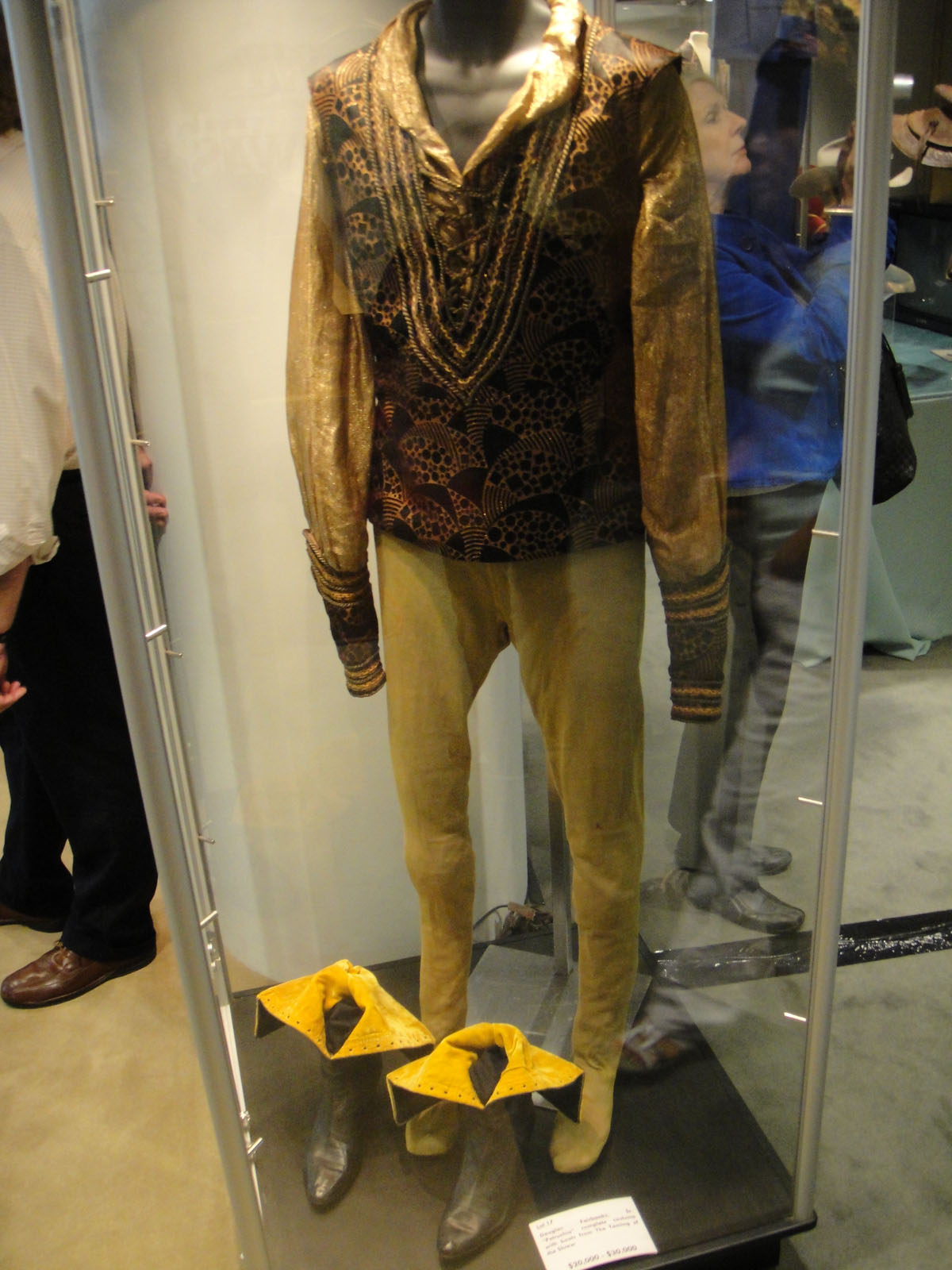
Leisens Kostümentwurf für Douglas Fairbanks senior im Film Der Widerspenstigen Zähmung (1929)

Nach einigen ersten Versuchen als Regisseur hatte er seinen Durchbruch 1935. Liebe im Handumdrehen machte aus Carole Lombard einen der großen weiblichen Star der Paramount neben Claudette Colbert, etablierte Lombard und Fred MacMurray als Leinwandpaar  und half Leisen, zum führenden Frauenregisseur des Studios zu werden. Besonders gut kam er mit Colbert aus, die er in Enthüllung um Mitternacht zu einer ihrer besten Darstellungen brachte. Die Schauspielerin, bekannt für ihre Neurose, nur die linke Seite ihres Profils zu zeigen und auch sonst extrem um ihr Aussehen besorgt, bekam von Leisen in ästhetischen Fragen stets Recht, ansonsten jedoch fast kaum Regieanweisungen. Seine Philosophie:
Wenn eine Schauspielerin zufrieden ist, mit der Art, wie sie auf der Leinwand erscheint, dann kann sie sich von ganz allein auf die Rolle konzentrieren. Ich muss nur etwas nachhelfen.
Auch mit einer anderen Schauspielerin mit einer ganz bestimmten „Schokoladenseite“ (diesmal die rechte) kam Leisen gut aus: Jean Arthur lieferte in Mein Leben in Luxus eine ihrer besten Leistungen und der Film selbst gilt als Klassiker der Screwball Comedy. Mitte der Vierziger drehte er zwei opulente Kostümstreifen: Der Pirat und die Dame mit Joan Fontaine als nobler Dame bei Tag und Piratenbraut bei Nacht. Solche Melodramen waren zeitgleich in England sehr populär. Phyllis Calvert spielte eine vergleichbare Rolle in Madonna of the Seven Moons und Margaret Lockwood hatte mit The Wicked Lady den größten finanziellen Erfolg ihre Laufbahn. Eine Lady mit Vergangenheit war eine Cinderellageschichte, die Paulette Goddard groß herausstellte.
Seine Version des Musicals Lady in the Dark von Kurt Weill wurden von den Kritikern trotz eines hohen Budgets und einiger gut inszenierten Nummern (besonders spektakulär die Traumsequenzen der Heldin, gespielt von Ginger Rogers) gemischt aufgenommen. Der Vergleich mit der Broadwayshow, in der Gertrude Lawrence und Danny Kaye wichtige Rollen hatten, fiel meist negativ aus. 1946 half er Olivia de Havilland, mit ihrer Darstellung einer ledigen Mutter in Mutterherz auf der Oscarverleihung 1947 in der Kategorie Beste Hauptdarstellerin ausgezeichnet wurde. Der Film war der erste Streifen, nachdem de Havilland ihren langjährigen Rechtsstreit mit Warner Brothers bis vor den Obersten Gerichtshof der USA durchgefochten hatte. Die Schauspielerin gewann den Prozess.
Gegen Ende der Dekade hatte Leisen eine schöpferische Krise und mit Ausnahme des Streifen Entgleist  von 1950 waren seine Filme weniger erfolgreich an der Kinokasse. Der Film präsentiert Barbara Stanwyck in einer typischen Joan-Crawford-Rolle: eine junge Frau verlässt ihren brutalen Liebhaber, nimmt nach einem Zugunglück die Identität einer Toten an und erlebt glückliche Stunden, bis die Wahrheit ans Licht kommt. Bei der Berlinale 1951 wurde seinem Film SOS – Zwei Schwiegermütter ein Bronzener Bären verliehen. Mit seinen folgenden Filmen erzielte Leisen keine großen Erfolge mehr, sein Spielfilm war das Musical The Girl Most Likely aus dem Jahre 1957 mit Jane Powell. Anschließend inszenierte er bis 1967 noch den Dokumentarfilm Spree (1967) sowie verschiedene Episoden von Serien wie Twilight Zone, Dancer für U.N.C.L.E. und General Electric Theatre. Zudem betätigte er sich als Besitzer eines Nachtclubs.

## Privatleben
Leisen, der aus seiner Homosexualität nie einen Hehl gemacht hat, war zeitlebens eng mit Carole Lombard befreundet. Eine bekannte Anekdote, die unter anderen auch von Kenneth Anger in seinem Buch Hollywood Babylon zitiert wird, geht so: Clark Gable, der aktuelle Ehemann der Lombard, fragte sie eines Tages, warum sie mit fast jedem Mann in Hollywood befreundet sei, aber dem Anschein nach keine einzige Freundin habe. Lombard, bekannt für ihren Witz, meinte trocken:
Ich habe zwei wunderbare Freundinnen: William Haines und Mitch Leisen.
1960 wurde Leisen mit einem Stern auf dem Walk of Fame geehrt.

## Stil und Würdigung
Entsprechend den Anekdoten von Billy Wilder und Preston Sturges – die für Leisen Drehbücher geschrieben hatten und von dessen geringer Beachtung von Drehbüchern genervt waren – wurde Leisen lange nur als Stilist gesehen, der ansehnliche und perfekt ausgestattete Filme inszenieren konnte, dem es aber an tieferer Beschäftigung mit dem Inhalt seiner Filme fehlte. Erst nach seinem Tod wurde Leisen zunehmend wiederentdeckt und teilweise wird dessen Modernität betont. So schreibt David Melville in der Ausgabe Oktober 2005 von Senses of Cinema:

„Zählen sie Leisens moralischen und sexuellen Zweideutigkeiten, seiner beharrlichen Umkehrung der Geschlechterrollen, seiner Freude an Maskerade, Identitätswechsel und Rollenspielen zusammen [...] eine Vision von Leisen als Postmodernist ist nicht weit entfernt.“

## Filmografie (Auswahl)
Als Szenenbildner und Kostümdesigner (Auswahl)
- 1919: Don’t Change Your Husband
- 1922: Robin Hood
- 1923: Rosita
- 1924: Der Dieb von Bagdad (The Thief of Bagdad)
- 1925: The Road to Yesterday
- 1927: Chicago
- 1929: Der Widerspenstigen Zähmung (The Taming of the Shrew)
- 1930: Madam Satan
- 1932: Im Zeichen des Kreuzes (The Sign of the Cross)

Als Regisseur (Auswahl)
- 1933: Wiegenlied (Cradle Song)
- 1934: Die schwarze Majestät (Death Takes a Holiday)
- 1935: Liebe im Handumdrehen (Hands Across the Table)
- 1936: The Big Broadcast of 1937
- 1937: Mein Leben in Luxus (Easy Living)
- 1937: Swing High, Swing Low
- 1938: The Big Broadcast of 1938
- 1939: Enthüllung um Mitternacht (Midnight)
- 1940: Arise, My Love
- 1940: Die unvergessliche Weihnachtsnacht (Remember The Night)
- 1941: I Wanted Wings
- 1941: Das goldene Tor (Hold Back The Dawn)
- 1942: Fräulein Mama (The Lady Is Willing)
- 1942: Liebling, zum Diktat (Take A Letter, Darling)
- 1943: Keine Zeit für Liebe (No Time for Love)
- 1944: Der Pirat und die Dame (Frenchman’s Creek)
- 1944: Die Träume einer Frau (Lady in the Dark)
- 1944: Sturzflug ins Glück (Practically Yours)
- 1945: Eine Lady mit Vergangenheit (Kitty)
- 1946: Mutterherz (To Each His Own)
- 1947: Goldene Ohrringe (Golden Earrings)
- 1947: Die widerspenstige Gattin (Suddenly It’s Spring)
- 1950: Entgleist (No Man of Her Own)
- 1950: Captain Carey, U.S.A.
- 1951: SOS – Zwei Schwiegermütter (The Mating Season)
- 1953: Götter ohne Maske (Tonight We Sing)
- 1955: Nachts auf den Boulevards (Bedevilled)
- 1957: Kess und kokett (The Girl Most Likely)

Cameo-Auftritte
- 1947: Mädchen für Hollywood (Variety Girl)

## Auszeichnungen
- Oscarverleihung im April 1930: Nominierung in der Kategorie Bestes Szenenbild für Dynamit
- Berlinale 1951: Bronzener Bär für SOS: Zwei Schwiegermütter